# Glenn Whelan
Glenn David Whelan (ur. 13 stycznia 1984 w Dublinie) – irlandzki piłkarz występujący na pozycji pomocnika w szkockim klubie Heart of Midlothian FC i reprezentacji Irlandii.

## Kariera klubowa
Whelan zawodową karierę rozpoczynał w 2003 w angielskim Manchesterze City z Premier League. W sezonie 2003/2004 był dwukrotnie wypożyczony do Bury z Third Division. W barwach Manchesteru nie rozegrał żadnego spotkania.
W 2004 odszedł do Sheffield Wednesday z League One. W 2005 awansował z zespołem do Championship. W tych rozgrywkach zadebiutował 6 sierpnia 2005 w zremisowanym 0:0 pojedynku ze Stoke City. 19 listopada 2005 w przegranym 1:2 spotkaniu z Watfordem strzelił pierwszego gola w Championship. W Sheffield spędził 3,5 roku.
Na początku 2008 Whelan przeszedł do Stoke City, także grającego w Championship. Pierwszy ligowy mecz zaliczył tam 2 lutego 2008 przeciwko Cardiff City (2:1). W tym samym roku awansował z zespołem do Premier League. W tych rozgrywkach zadebiutował 16 sierpnia 2008 w przegranym 1:3 pojedynku z Boltonem. 1 marca 2009 w zremisowanym 2:2 spotkaniu z Aston Villą zdobył pierwszą bramkę w Premier League.
W latach 2017–2019 występował w Aston Villa. 14 sierpnia 2019 podpisał kontrakt ze szkockim klubem Heart of Midlothian FC, umowa do 31 maja 2020.

## Kariera reprezentacyjna
Whelan jest byłym reprezentantem Irlandii U-21. W pierwszej reprezentacji Irlandii zadebiutował 24 maja 2008 w zremisowanym 1:1 towarzyskim meczu z Serbią. 6 września 2008 w wygranym 2:1 spotkaniu eliminacji Mistrzostw Świata 2010 z Gruzją strzelił pierwszego gola w kadrze narodowej.